# Srebrnasti vunasti majmun
Srebrnasti vunasti majmun (lat. Lagothrix poeppigii) je vrsta primata iz roda vunastih majmuna koja živi u Brazilu, Ekvadoru i Peruu. Nastanjuje suptropske i tropske prašume. Latinski naziv je dobio po njemačkom biologu Eduardu Friedrichu Poeppigu.

## Opis
Srebrnasti vunasti majmun je dug 46-65 centimetara, dok mu dužina repa iznosi 53-77 centimetara. Prosječna težina mužjaka je 7 kilograma, a ženke su sa svojih 4.5 kilograma znatno lakše. Krzno mu je gusto i vunasto, boja mu varira od crvenkasto smeđe do crne. Često ima srebrnast sjaj. Glava, ruke, noge i trbuh su crni, a prsa su crvenkasta, posebno u mužjaka. Rep je kao i kod svih vunastih majmuna uvijen radi lakšeg kretanja po drvećima. Osim što su teži, mužjaci imaju kraći rep, bolje razvijene očnjake, te čvoruge na glavi koje joj daju srcolik oblik.

## Način života
Dnevna je životinja i vrijeme najčešće provodi na drvećima. Živi u skupinama sastavljenim od 10 do 45 jedinki različitog spola, koje se dijele u manje skupine pri potrazi za hranom. Ishrana se sastoji od plodova, sjemenki i listova, ali ponekad i kukaca te manjih kralježnjaka.
Mladi majmuni se rađaju svake dvije ili tri godine. Trudnoća traje 223-225 dana, te se najčešće rodi jedan mladunac. Nakon rođenja prianja uz majčina prsa, a nakon dva tjedna dolazi na njezina leđa. Majka za dijete brine oko godinu dana, kada ono postaje samostalno. Ženke su spolno zrele nakon četiri, a mužjaci nakon osam godina. Životni vijek je 25 godina.